# Marcus Easley
Pour les articles homonymes, voir Easley.
(en) Statistiques sur pro-football-reference
Marcus Landon Easley (né le 2 novembre 1987 à Stratford) est un joueur américain de football américain. Il joue actuellement avec les Bills de Buffalo.

## Lycée
Easley fait ses études à la Frank Scott Bunnell High School. Après son diplôme, il décide d'aller à l'université du Connecticut.

## Carrière

### Université
Durant les trois premières saisons, il joue la plupart du temps comme remplaçant. Lors de sa dernière année, il se révèle comme l'un des meilleurs receveurs des Huskies et reçoit quarante-huit ballons pour 893 yards et huit touchdowns.

### Professionnel
Marcus Easley est sélectionné au quatrième tour du draft de la NFL de 2010 par les Bills de Buffalo au 107e choix. Il devient le premier wide receiver de l'université du Connecticut à être drafté en NFL.
Le 22 août 2010, il se blesse au genou et est mis sur la liste des blessés jusqu'à la fin de la saison, ne jouant aucun match lors de la saison 2010.